# Tigres UANL
Club Tigres de la Universidad Autónoma de Nuevo León, kortweg Tigres UANL, is een Mexicaanse voetbalclub uit San Nicolás de los Garza. De club is opgericht in 1960 en komt uit in de Primera División de México. Tigres speelt de thuiswedstrijden in het Estadio Universitario, dat 41.000 plaatsen telt. De club is verbonden aan de Universidad Autónoma de Nuevo León.
Aartsrivaal van Tigres is metropolisgenoot Monterrey en wedstrijden tussen de twee clubs staan bekend als El Clásico Regiomontano. In 2020 won Tigres de finale van de CONCACAF Champions League ten koste van Los Angeles.

## CONMEBOL Libertadores
In 2005 plaatste Tigres zich via het InterLiga Championship voor de CONMEBOL Libertadores. Het was het eerste internationale toernooi waaraan de club in de geschiedenis deelnam. Tigres reikte uiteindelijk tot de kwartfinales van de CONMEBOL Libertadores, waarin latere winnaar São Paulo te sterk was. In 2006 plaatste de club zich via het InterLiga Championship opnieuw voor de CONMEBOL Libertadores. Nu behaalde Tigres de achtste finales, waarin het na strafschoppen werd uitgeschakeld door Club Libertad uit Paraguay.

## Erelijst
Nationaal
- Primera División / Liga MX: 8x
  - 1978, 1982, Apertura 2011, Apertura 2015, Apertura 2016, Clausura 2017, Clausura 2019, Clausura 2023
- Liga de Ascenso: 2x
  - Invierno 1996, Verano 1997
- Segunda División de México: 2x
  - 1974, 1996
- Copa México / Copa MX: 3x
  - 1976, 1996, Clausura 2014
- Campeón de Campeones: 4x
  - 2016, 2017, 2018, 2023
- InterLiga: 1x
  - 2005, 2006

Internationaal
- CONCACAF Champions League: 1x 
  - 2020
- Campeones Cup: 1x
  - 2018
- North American SuperLiga: 1x
  - 2009

## Bekende (oud-)spelers
- Ailton
- Luis Advíncula
- Francisco Fonseca
- Walter Gaitán
- Luis Hernández
- Iván Hurtado
- Emil Kostadinov
- Mario Méndez
- Carlos Salcido
- Luis Saritama
- Robert Siboldi
- Claudio Suárez
- André-Pierre Gignac
- Florian Thauvin
- Ikechukwu Uche